# Château de Wiligrad
Le château de Wiligrad (Schloß Wiligrad) est un château du Mecklembourg entre Lübstorf et Bad Kleinen au bord du lac de Schwerin.

## Histoire

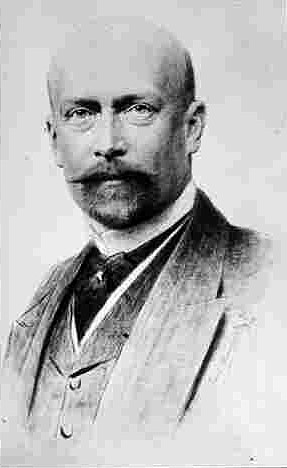
Portrait du duc Jean-Albert de Mecklembourg

Le château en style Renaissance nordique a été construit entre 1896 et 1898 d'après les plans d'Albrecht Haupt (de) pour le duc Jean-Albert de Mecklembourg (1857-1920), alors qu'il est régent du Schwerin. C'est donc le château le plus récent du Mecklembourg occidental. Il se présente sous la forme d'un château des pays du nord avec des pignons dans le goût hanséatique et il est dominé par une tour à coupole. Jusqu'à leur expulsion par les autorités communistes en 1945, le château reste en possession de ses descendants. Il a été nommé ainsi d'après le premier nom du château de Mecklembourg, château fort aujourd'hui disparu qui se trouvait à quelques kilomètres au nord du village de Mecklembourg (Dorf Mecklenburg).
Le château est à la fin de la Seconde Guerre mondiale le quartier général de la 15e division écossaise, sous le commandement du général Colin Muir Barber (en), ce qui lui évite le saccage. C'est ici qu'il rencontre le général Liachtchenko (en) (1910-2000) le 13 novembre 1945, afin de définir les frontières des zones d'occupations soviétique et britannique entre le Mecklembourg et le Schleswig-Holstein.
Le château fait donc ensuite partie de la zone soviétique. L'Armée rouge y installe un hôpital militaire pour les victimes du typhus, puis un centre de réfugiés allemands expulsés de la province de Prusse-Orientale, de la province de Prusse-Occidentale et de la région de Dantzig, territoires devenus soviétiques ou polonais.

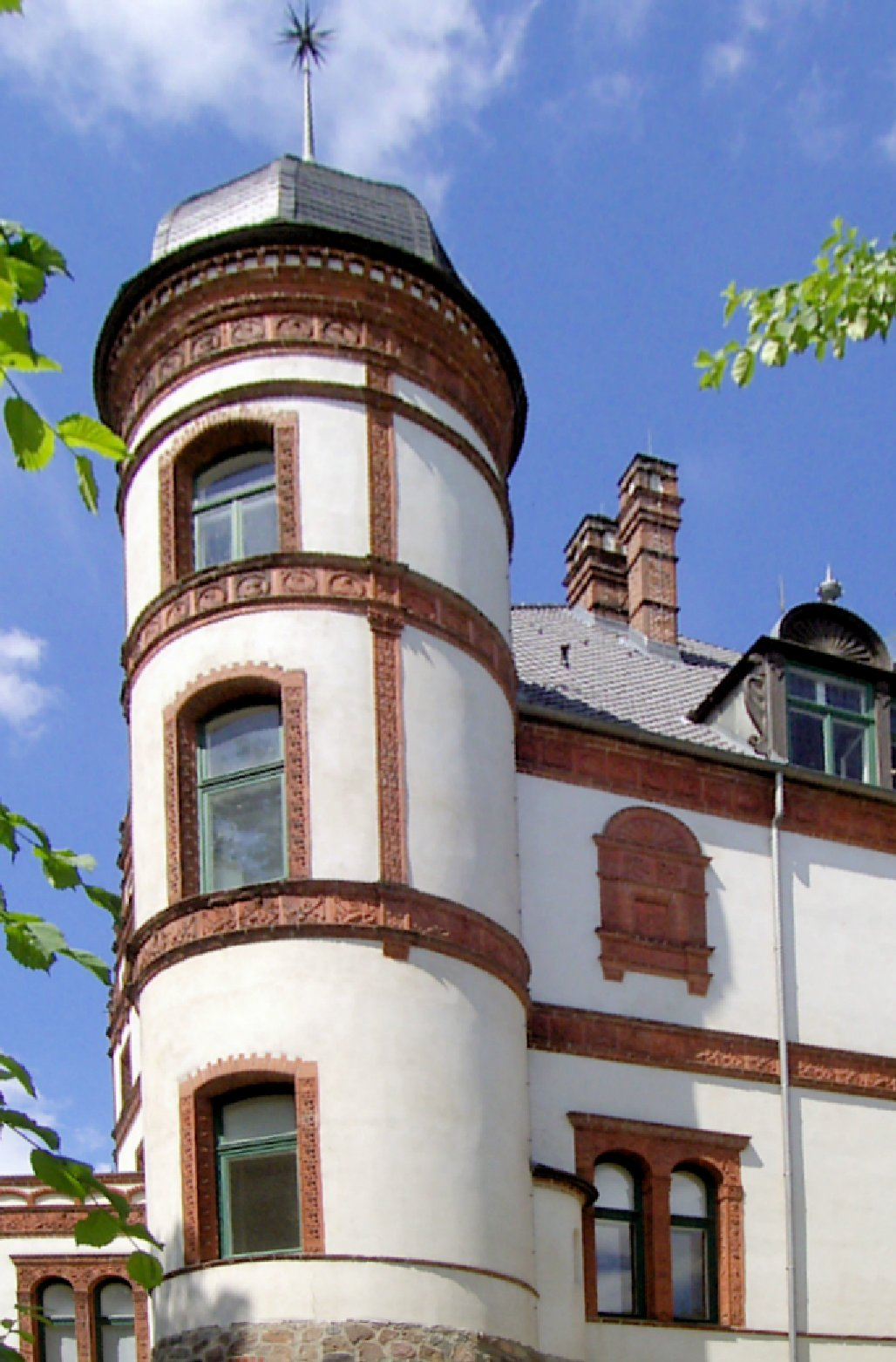
Tour du château

Les autorités locales de la république démocratique allemande y installent ensuite une école et une maison de formation pour la police du district de Schwerin, avec un camp d'été pour leurs enfants. Depuis 1991, le château abrite plusieurs associations et organisations artistiques qui présentent des expositions et des concerts, avec des sections spéciales pour la jeunesse, des séminaires et des sessions d'études. L'association de défense du patrimoine du Mecklembourg-Poméranie-Occidentale y a aussi son siège.